# Sonate pour piano et violon en si bémol majeur K. 454
La Sonate pour violon et piano no 32 en si bémol majeur K. 454 de Mozart (Sonate für Klavier und Violine in B-Dur K. 454), composée à Vienne en 1784, a été créée le 29 avril 1784 par la violoniste Regina Strinasacchi et le compositeur au piano – il joua sa partie de mémoire, n'ayant pas eu le temps de la noter sur la partition. Elle ouvre la trilogie des trois dernières sonates pour violon et piano, d'une grande densité d'écriture.
Elle a été publiée par Christoph Torricella à Vienne dans un ensemble de trois sonates (les deux autres étant les sonates pour piano K. 284 et K. 333).

## Analyse de l'œuvre
La sonate comporte trois mouvements :
1. Largo - Allegro (mesure 14), en si bémol majeur, à , sections répétées 2 fois : mesures 14-65, mesures 66-159, 159 mesures
2. Andante, en mi bémol majeur, à 
, 116 mesures
3. ''Rondo: allegretto, en si bémol majeur, à , 269 mesures

- Durée d'exécution : 25 minutes.